# Jean-Étienne Liotard
Jean-Étienne Liotard, född 22 december 1702 i Genève, Schweiz, död 12 juni 1789 i Genève, var en schweizisk pastell- och miniatyrmålare.
Liotard specialiserade sig på societets- och genreporträtt, med Chokladflickan (cirka 1744) som ett fint exempel på det senare. En ung tjänsteflicka skildras när hon på en japansk lackbricka serverar het choklad i en kopp av meissenporslin. Traditionellt hör ett böhmiskt kristallglas fyllt med vatten till denna lyxiga dryck.
Liotard gick först i lära hos Daniel Gardelle i Genève och från och med 1723 hos Jean-Baptiste Massé i Paris. 1736 reste han till Florens och Rom, där han arbetade för påven Clemens XII och andra inflytelserika uppdragsgivare, bland andra kardinaler.
Han tillbringade fem år (1738–1743) i Konstantinopel och fortsatte efter hemkomsten att gå omkring i turkisk kostym och skägg, något som gav honom öknamnet "peintre turc" (den turkiske målaren) och publicitet och framgång i hela Europa. Han målade ett flertal porträtt av sig själv i denna klädsel; självporträttet som gammal man (1773) är också berömt. I Wien utförde han porträtt av kejsarinnan Maria Theresia och medlemmar av hovet.

## Galleri

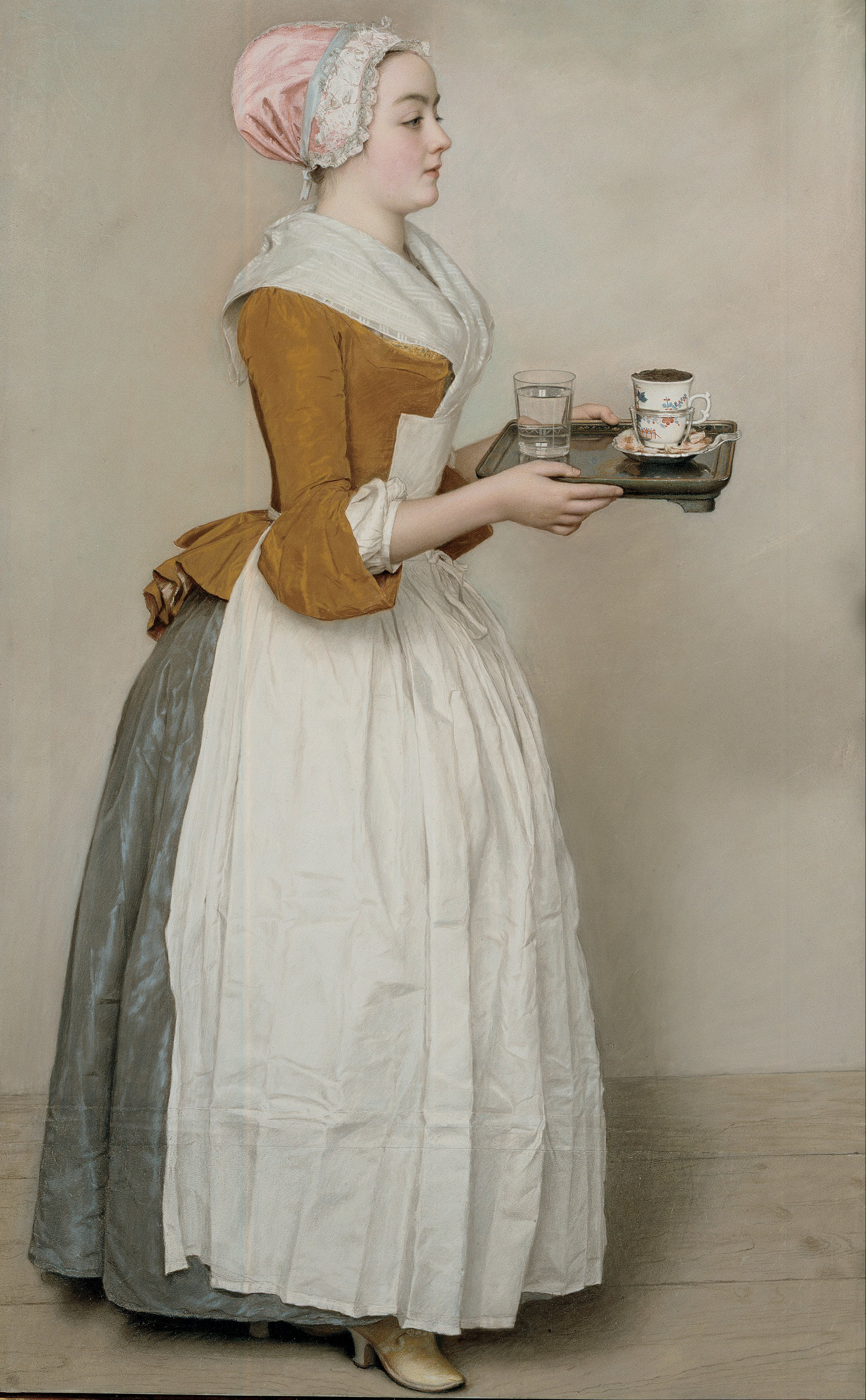
Chokladflickan (1744)
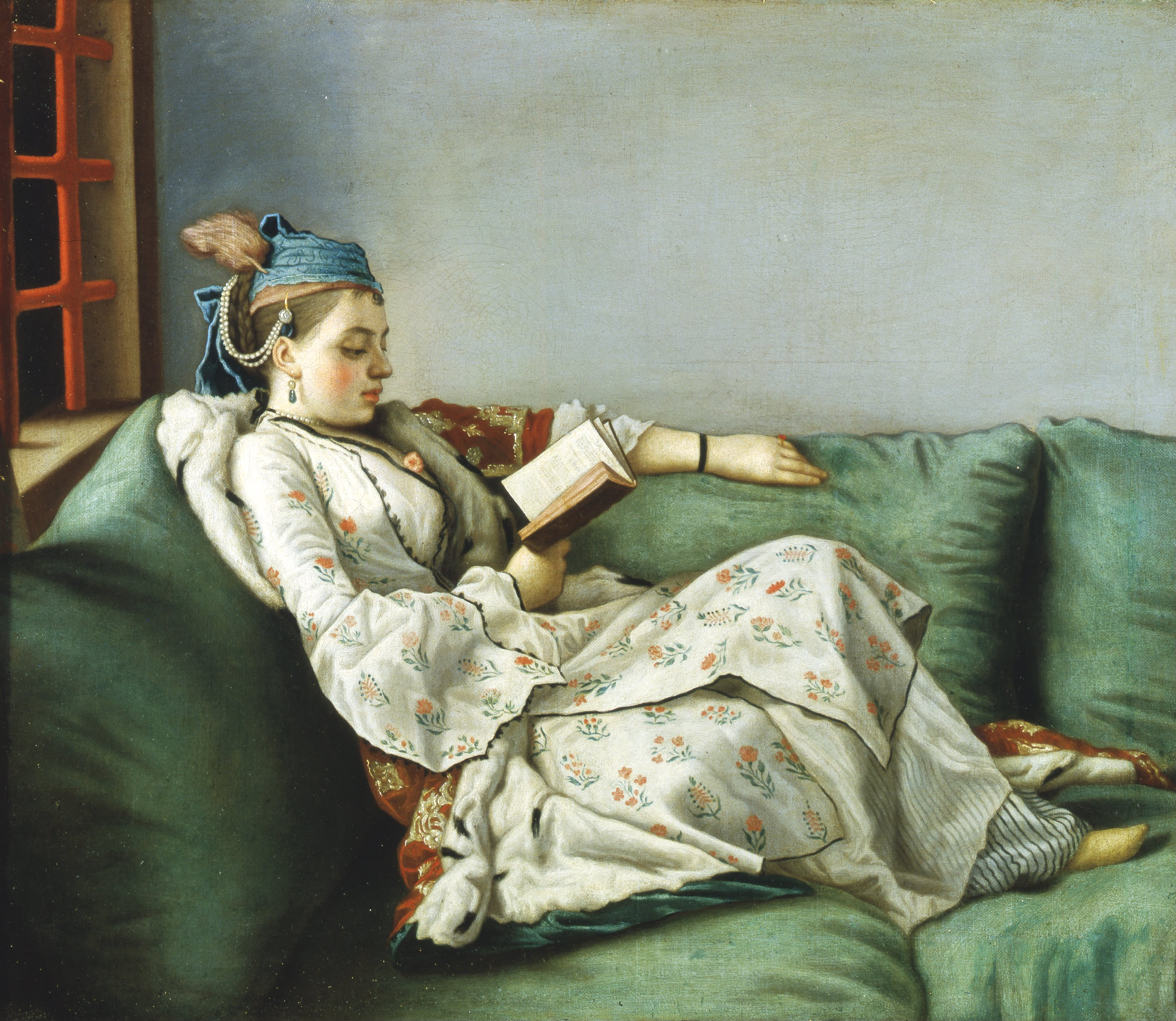
Porträtt av Maria Adélaïde av Frankrike i turkisk klädsel (1753)
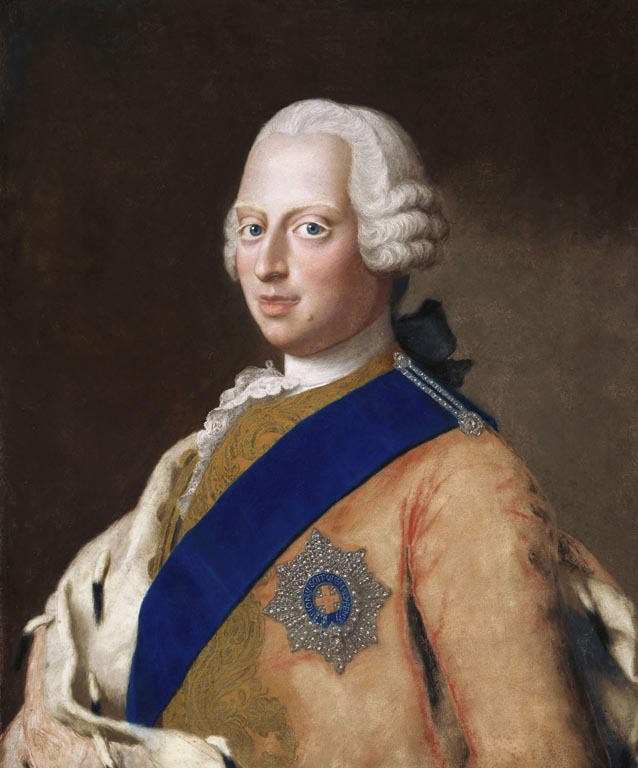
Fredrik, prins av Wales (1754)
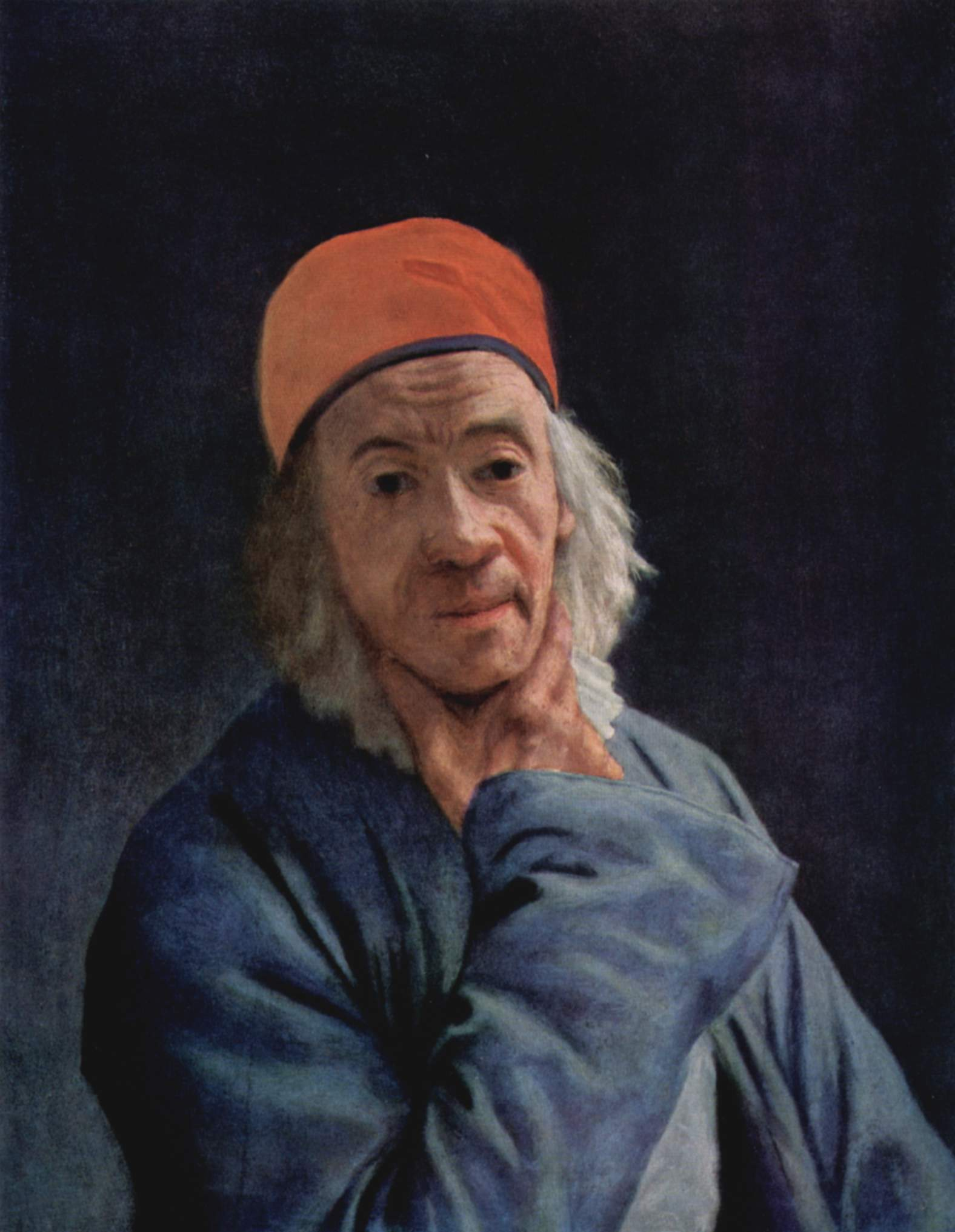
Självporträtt (1773)
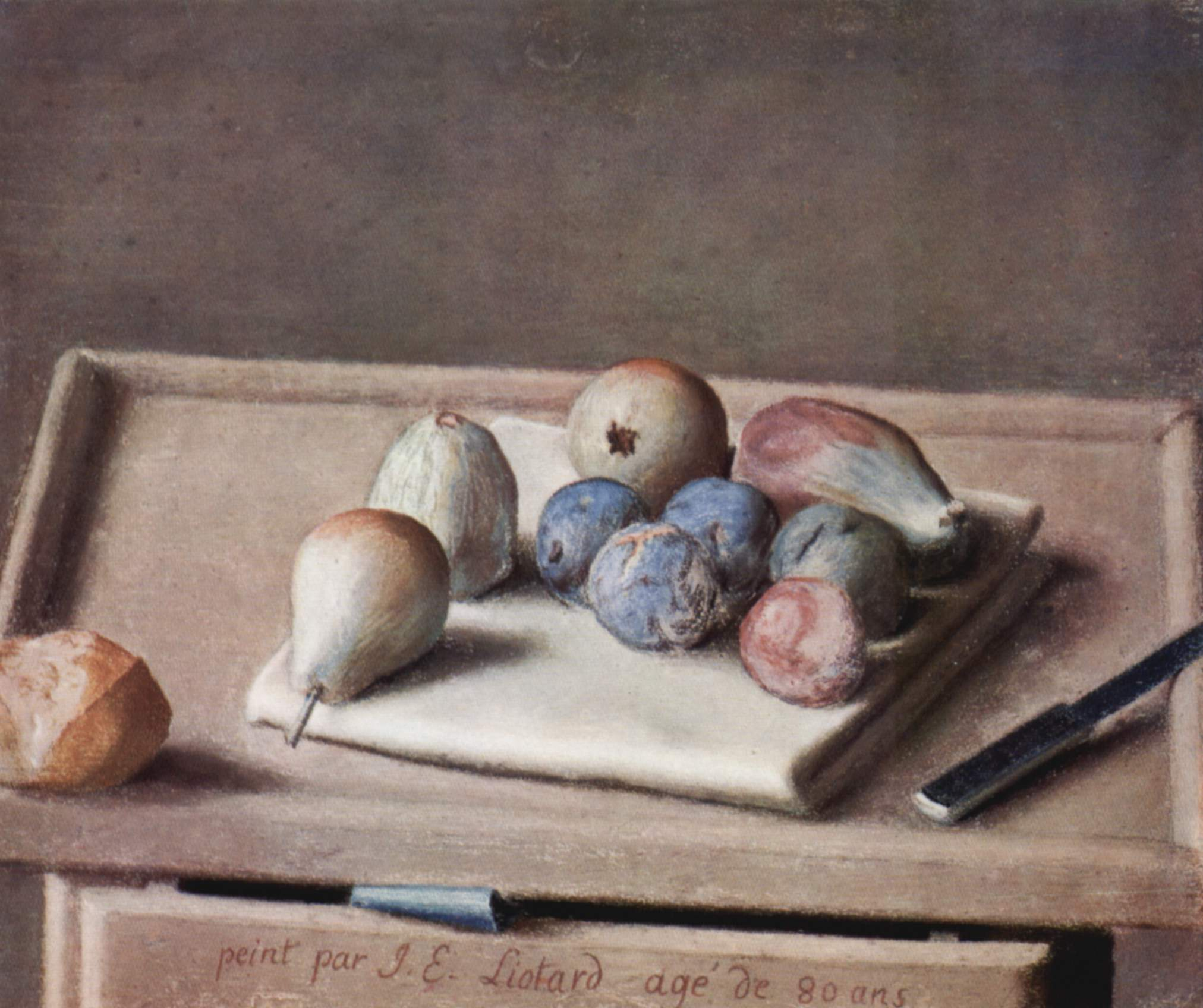
Stilleben med fikon (1782)